# The Man Who Never Died
The Man Who Never Died è un brano composto e interpretato dall'artista britannico Elton John.

## Il brano
Si tratta di uno strumentale della durata di 05:13, pubblicato come B-side della hit del 1985 Nikita. La melodia, lenta e malinconica, presenta toni decisamente influenzati da generi musicali come la new wave e il synth-pop, molto in voga negli anni Ottanta. Il brano è dedicato a John Lennon (ucciso nel 1980 da un venticinquenne squilibrato), così come la precedente Empty Garden (Hey Hey Johnny) (proveniente dall'album del 1982 Jump Up!). Significa letteralmente L'Uomo Che Non Morì Mai; verso la fine del pezzo, Elton ne ripete in continuazione il titolo.
The Man Who Never Died è stata inclusa nella versione rimasterizzata del 1998 dell'album Ice on Fire.